# Marcus Carney
Marcus Ignatius Carney (ur. 25 maja 1988) – nowozelandzki zapaśnik walczący w obu stylach. Piąty na igrzyskach Wspólnoty Narodów w 2014. Czwarty na mistrzostwach Wspólnoty Narodów w 2013. Sześciokrotny medalista mistrzostw Oceanii w latach 2012 - 2024. Złoty medalista mistrzostw Azji Południowo-Wschodniej w 2025 roku.